# Lutrogale
Lutrogale este un gen de vidre care a fost propus ca nume generic de John Edward Gray în 1865 pentru vidre cu fruntea și nasul convexe, folosind vidra indiană (L. perspicillata) ca specie tip.
Genul conține de asemenea următoarele specii extincte și fosile:
- L. cretensis⁠(en)[traduceți][3]
- L. palaeoleptonyx[4]
- L. robusta[4]